# Љехота на Римавици
Љехота на Римавици (слч. Lehota nad Rimavicou) насељено је мјесто са административним статусом сеоске општине (слч. obec) у округу Римавска Собота, у Банскобистричком крају, Словачка Република.

## Становништво
| Година:    | 1994. | 2004.   | 2014.    | 2024.   |
| ---------- | ----- | ------- | -------- | ------- |
| Број људи: | 344   | 331     | 270      | 257     |
| Разлика:   |       | -3,77 % | -18,42 % | -4,81 % |

| Година:    | 2023. | 2024. |
| ---------- | ----- | ----- |
| Број људи: | 257   | 257   |
| Разлика:   |       | +0 %  |

Према подацима о броју становника из 2011. године насеље је имало 278 становника.